# Krzysztof Cwalina
Krzysztof Cwalina (ur. 5 lutego 1971 we Wrocławiu) – polski pływak, specjalista stylu dowolnego (sprint), mistrz Europy (1994), olimpijczyk z Barcelony (1992), dwukrotny medalista Uniwersjady, wielokrotny mistrz, rekordzista i reprezentant Polski.

## Kariera sportowa
Był zawodnikiem Wisły Puławy (1978–1990 i 1992–1994) oraz AZS-AWF Warszawa (1991–1992). W latach 1992–1994 trenował na University of Iowa, gdzie w 1998 ukończył studia informatyczne.

### Igrzyska Olimpijskie
W 1992 wystąpił na Igrzyskach Olimpijskich w Barcelonie. W wyścigach na 50 m stylem dowolnym i 100 m stylem dowolnym odpadł w eliminacjach, uzyskując czasy: na 50 m 23.20 (18 czas kwalifikacji), na 100 m 51.70 (35 czas eliminacji). W sztafecie 4 × 200 m stylem dowolnym (razem z Arturem Wojdatem, Mariuszem Podkościelnym i Piotrem Albińskim) odpadł w eliminacjach z czasem 7:29.59 (trzynasty czas tej rundy).

### Mistrzostwa świata
Dwukrotnie startował w finałach mistrzostw świata. W 1993 zajął 6. miejsce na dystansie 50 stylem dowolnym na mistrzostwach świata na krótkim basenie, z czasem 22.17. W 1994 zajął na tym samym dystansie 7. miejsce na mistrzostwach świata na długim basenie, z czasem 22.89.

### Mistrzostwa Europy
Jego największym sukcesem w karierze międzynarodowej był złoty medal na 50 m stylem dowolnym na mistrzostwach Europy w sprincie pływackim w 1994, z czasem 22.01, na tym samym dystansie na mistrzostwach Europy w sprincie w 1991 był piąty.

### Uniwersjady
Dwukrotnie zdobywał brązowe medale Letniej Uniwersjady. W 1991 zdobył brązowy medal ma 100 m stylem dowolnym, w 1993 zdobył brązowy medal w sztafecie 4 × 100 m stylem dowolnym (partnerami byli Artur Wojdat, Artur Przywara i Rafał Szukała), ponadto na 50 m st. dowolnym był piąty, w sztafecie 4 × 200 m stylem dowolnym – siódmy.

### Mistrzostwa Polski
Na mistrzostwach Polski na długim basenie wywalczył 19 medali, w tym 8 złotych, z czego pięć złotych indywidualnie.
- 50 m stylem dowolnym: 3 m. (1987), 2 m. (1988), 2 m. (1989), 1 m. (1990), 1 m. (1991), 1 m. (1993), 1 m. (1994)
- 100 m stylem dowolny: 2 m. (1989), 2 m. (1990), 3 m. (1992), 2 m. (1993)
- 50 m stylem motylkowym: 1 m. (1991), 2 m. (1993)
- 4 × 100 m stylem dowolnym: 3 m. (1989), 1 m. (1992), 3 m. (1993)
- 4 × 200 m stylem dowolnym: 3 m. (1989), 1 m. (1992)
- 4 × 200 m stylem zmiennym: 1 m. (1992)

Na mistrzostwach Polski na krótkim basenie wywalczył dziesięć złotych medali.
- 50 m stylem dowolnym: 1990, 1992
- 100 m stylem dowolnym: 1990, 1992
- 200 m stylem dowolnym: 1990
- 50 m stylem motylkowym: 1992
- 4 × 100 m stylem dowolnym: 1992
- 4 × 200 m stylem dowolnym: 1992
- 4 × 200 m stylem zmiennym: 1992

### Rekordy Polski
7 × z rzędu bił rekord Polski na 50 m stylem dowolnym na długim basenie (od 23.34 w dniu 15 czerwca 1990, do 22.77 w dniu 10 września 1994), był też 2 × rekordzistą Polski w sztafecie 4 × 100 m, 1 × w sztafecie 4 × 100 m stylem zmiennym. Na basenie 25-metrowym pobił rekord Polski 14 razy, w tym 7 × na 50 m stylem dowolnym, 1 × na 100 m stylem dowolnym, 3 × w sztafecie 4 × 100 m stylem zmiennym, 2 × w sztafecie 4 × 100 m stylem dowolnym 1 × w sztafecie 4 × 200 m stylem dowolnym.